# غاري هنتر
غاري هنتر (بالإنجليزية: Garry Hunter)‏ (1985 في المملكة المتحدة - ) هو لاعب كرة قدم بريطاني في مركز الوسط. لعب مع Lancaster City F.C. ‏ ونادي بارو ونادي موركامب.

## وصلات خارجية
- غاري هنتر على موقع قاعدة بيانات كرة القدم.إي يو (الإنجليزية)
- غاري هنتر على موقع Soccerbase.com (لاعب) (الإنجليزية)